# Rai Nettuno Sat Due
Rai Nettuno Sat Due è stato un canale televisivo satellitare curato da RaiSat. Era il canale gemello di Rai Nettuno Sat Uno, oggi UniNettuno University TV.

## Storia
Le prime trasmissioni si ebbero il 15 marzo 2003 e fin dalla nascita il canale aveva lo scopo di approfondire e di ripetere i programmi universitari di Rai Nettuno Uno.
Questo canale trattava giornalmente di argomenti che per quell'epoca erano accessibili a pochi, quali strutture di rete e informatica.
Fu chiuso il 1º febbraio 2009, in seguito ad un calo improvviso di ascolti ed anche per via dell'ormai completa inutilità del canale, gli intenti iniziali del canale erano sfumati col tempo.